# Искра (Харьковская область)
Искра (укр. Іскра) — село,
Левковский сельский совет,
Изюмский район,
Харьковская область. В 2022 году, во время вторжения России на Украину, село было захвачено. На данный момент находится под оккупацией войсками РФ.
Код КОАТУУ — 6322886505. Население по переписи 2001 года составляет 271 (123/148 м/ж) человек.

## Географическое положение
Село Искра находится на правом берегу реки Кунья, которая через 1 км впадает в реку Мокрый Изюмец (правый приток), выше по течению примыкает к селу Кунье, на противоположном берегу реки Мокрый Изюмец расположены сёла Федоровка и Липчановка.
Село делится на две части балкой урочище Протопоповское, в которой сделана небольшая запруда.
На расстоянии в 1 км расположена железнодорожная станция Цыганская.
В 5-и км проходит автомобильная дорога E 40 (М-03).

## Экономика
- Молочно-товарная ферма.
- Обслуживающий кооператив «Искра-6».

## Объекты социальной сферы
- Школа.

## Достопримечательности
- Братская могила советских воинов.

## Религия
- Храм Почаевской иконы Божией Матери.